# جوان فؤاد معصوم
جوان فؤاد معصوم هي سياسية عراقية من أصول كردية، وهي ابنة رئيس جمهورية العراق فؤاد معصوم، تعمل حاليا مستشارة في رئاسة الجمهورية وتشغل أيضاً منصب سكرتيرة لدى رئيس الجمهورية من دون مخصصات، وقد شغلت جوان معصوم منصب وزير الاتصالات في حكومة رئيس الوزراء إبراهيم الجعفري.
نالت الدكتوراه في مجال الاتصالات والهندسة الإلكترونية من كلية الملك في لندن، حيث عملت في نفس الجامعة باحثة، قبل أن تنتقل للتدريس في جامعة أسكس البريطانية، وعملت في شركة «هيج بي» في مجال علوم الليزر، بعدها انتقلت للعمل في مجال تصميم الكيبل البحري الذي يربط بين أوروبا واليابان والولايات المتحدة وإيرلندا وبريطانيا، ثم عملت في مجال تصميم شبكات الاتصالات بواسطة الشبكات الضوئية، لمدة 10 اعوام.[بحاجة لمصدر]
يذكر أنها عندما عادت إلى العراق بعد ثلاثة أسابيع من سقوط النظام السابق، عملت ضمن فريق مكتب إعمار العراق وترتيبه، خصوصاً وزارة الاتصالات، وأشتغلت مع وزارة الاتصالات والنقل في العراق وبعد ذلك أصبحت أحد أمناء هيئة الاعلام والاتصالات،